# Montournais
Montournais is een gemeente in het Franse departement Vendée (regio Pays de la Loire) en telt 1731 inwoners (2005). De plaats maakt deel uit van het arrondissement Fontenay-le-Comte.

## Geografie
De oppervlakte van Montournais bedraagt 29,1 km², de bevolkingsdichtheid is 59,5 inwoners per km².
De onderstaande kaart toont de ligging van Montournais met de belangrijkste infrastructuur en aangrenzende gemeenten.

## Demografie
Onderstaande figuur toont het verloop van het inwonertal (bron: INSEE-tellingen).

1. ↑  Populations de référence 2022.